# Лорд Мэна

Герб острова Мэн

Лорд Мэна (мэн. Çhiarn Vannin, англ. Lord of Mann, лат. Dominus Manniae) — титул, носимый лордом-собственником и главой государства острова Мэн в период с 1504 по 1765 годы, а с 1765 года один из титулов правящего представителя королевского дома Великобритании.

## История титула

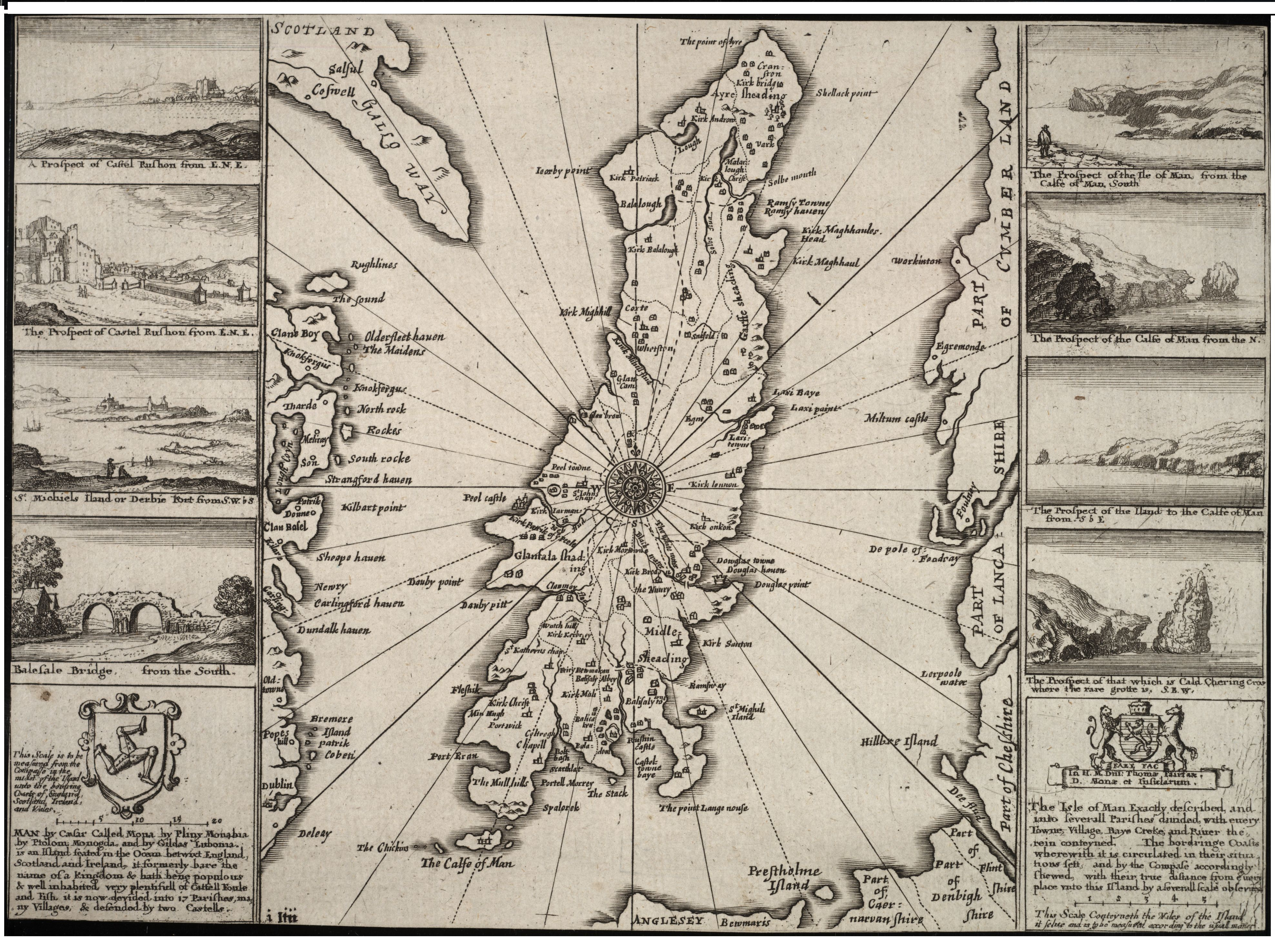
Карта острова Мэн, XVII век

Титул лорда Мэна впервые был принят Томасом Стэнли, вторым графом Дерби. От отца, первого графа Дерби, Томас Стэнли унаследовал титул короля Мэна, однако в силу ряда причин он сменил королевское звание на достоинство лорда. Поскольку изменение титула произошло в одностороннем порядке, то весь корпус прав и полномочий в отношении владения Мэном сохранился в объеме, пожалованному роду Стэнли королём Генрихом IV хартией от 6 апреля 1406 года.
Со времени правления первого лорда Мэна титул передавался представителям трёх последующих поколений рода Стэнли вплоть до Фердинандо Стэнли, пятого графа Дерби, после смерти которого в 1594 году встал вопрос о наследовании. Поскольку тот не оставил потомков мужского пола, имущество и титулы Фердинандо оспаривались между тремя его дочерьми и младшим братом Уильямом. В разрешение этого спора включилась и английская корона. Сначала, поскольку управление островом претенденты осуществлять не могли, королева Елизавета взяла Мэн под свою руку, назначив уполномоченного губернатора.
Затем вопрос о статусе титула был вынесен на рассмотрение тайного совета, который в 1598 году дал заключение, основанием для которого были следующие аспекты: Королевство Мэна является древней самостоятельной монархией, не имеющей отношения к английской короне; существовавшие до момента настоящего спора прецеденты, в частности, обращение супруги первого лорда Мэна об определении ей вдовьей доли, констатировали, что никакие решения судебной системы Англии и законы общего характера, изданные парламентом, не распространяются на дела Мэна, единственным исключением может быть узкий именной Акт Парламента по частному вопросу; поскольку безусловное право собственности на остров Мэн передано Джону Стэнли и его потомкам в виде хартии, носящей характер патентной грамоты, составленной на основании общего права, то порядок наследования определяется в соответствии с общим правом же и не нуждается в дополнительном урегулировании. В соответствии с общим правом наследниками являлись прямые потомки, а не представители мужской линии, что передавало титул дочерям графа Фердинандо. Однако заключение имело и ещё одну составляющую: сама грамота, данная Джону I Стэнли, признавалась ничтожной, поскольку на момент её выдачи у Генри Перси, короля Мэна, было лишь конфисковано имущество, в то время как титул и права, данные ему жалованной грамотой 1399 года, оставались за ним до момента лишения прав состояния в 1408 году. Поэтому, по данному заключению, так как действительных жалованных грамот до момента рассмотрения спора английскими монархами сделано не было, единственным владетелем острова являлась королева Елизавета, которая осуществляла своё прямое правление Мэном до своей смерти 24 марта 1603 года.
В следующее за Елизаветой правление Якова I спор о наследовании был окончательно исчерпан. Уильям Стэнли достиг соглашения со своими племянницами о выкупе у них прав и имущества, связанных с Мэном. Однако до достижения последними совершеннолетия, когда указанное соглашение должно было вступить в силу, управление островом осуществлялось лордами Мэна Генри Говардом, первым графом Нортгемптоном и Робертом Сесилом, первым графом Солсбери, назначенными королём по отдельным патентным грамотам. В 1609 году младшая из дочерей Фердинандо вступила в права, и король Яков 7 июля утвердил именной акт парламента о возвращении лордства Уильяму Стэнли.
Уильяму Стэнли в 1642 году наследовал его сын Джеймс, прозванный «Великим Стэнли». Джеймс Стэнли был верным сторонником короля Карла I во время гражданской войны, поэтому после поражения партии монарха был пленён, а затем казнён 15 октября 1651 года по настоянию Оливера Кромвеля. Лорд-протектор изъял и передал титул лорда Мэна одному из генералов Парламента — Томасу Ферфаксу, который владел этим титулом до 1660 года. После возвращения на престол Стюартов сыну Великого Стэнли Чарльзу Стэнли, восьмому графу Стэнли, удалось добиться восстановления титула лорда Мэна для своего рода. Ему наследовали поочередно два его сына: старший Уильям, а затем младший Джеймс.
Поскольку всё потомство последних двух не пережило своих родителей, титул лорда Мэна в 1736 году перешёл Джеймсу Мюррею, второму герцогу Атолл, внуку Анны-Софии, младшей дочери Джеймса «Великого» Стэнли. Джеймс Мюррей также не оставил потомков мужского пола, и титул по праву жены (лат. jure uxoris) унаследовал в 1764 году его племянник Джон Мюррей, третий герцог Атолл, женатый на дочери Джеймса — своей кузине. Однако спустя год после смерти отца леди Шарлотта Мюррей продала сюзеренитет над островом Мэн британской короне за сумму в 70 000 фунтов стерлингов и 2000 фунтов стерлингов ежегодных выплат. В 1765 году парламент утвердил Акт о восстановлении, утвердивший сделку и закрепивший все права на Мэн за монархом Великобритании. Таким образом, Георг III добавил к своим титулам именование лордом Мэна.
С момента утверждения Акта о восстановлении титул лорда Мэна входит в официальное титулование монарха Великобритании. В настоящее время лордом Мэна является король Карл III.

## Список лордов Мэна
До 1504 года правители острова Мэн носили титул короля Мэна.
| Имя                                | Годы правления | Оригинальное имя                                  | Портрет |
| ---------------------------------- | -------------- | ------------------------------------------------- | ------- |
| Томас Стэнли, 2-й граф Дерби       | 1504—1521      | англ. Thomas Stanley, 2nd Earl of Derby           |         |
| Эдуард Стэнли, 3-й граф Дерби      | 1521—1572      | англ. Edward Stanley, 3rd Earl of Derby           |         |
| Генри Стэнли, 4-й граф Дерби       | 1572—1593      | англ. Henry Stanley, 4th Earl of Derby            |         |
| Фердинандо Стэнли, 5-й граф Дерби  | 1593—1594      | англ. Ferdinando Stanley, 5th Earl of Derby       |         |
| Спор о наследовании                | 1594—1607      |                                                   |         |
| Генри Говард, 1-й граф Нортгемптон | 1607—1608      | англ. Henry Howard, 1st Earl of Northampton       |         |
| Роберт Сесил, 1-й граф Солсбери    | 1608—1609      | англ. Robert Cecil, 1st Earl of Salisbury         |         |
| Восстановление рода Стэнли         |                |                                                   |         |
| Стэнли, Уильям, 6-й граф Дерби     | 1609—1627      | англ. William Stanley, 6th Earl of Derby          |         |
| Джеймс Стэнли, 7-й граф Дерби      | 1627—1651      | англ. James Stanley, 7th Earl of Derby            |         |
| Изъятие титула Оливером Кромвелем  |                |                                                   |         |
| Томас Ферфакс, 3-й лорд Ферфакс    | 1651—1660      | англ. Thomas Fairfax, 3rd Lord Fairfax of Cameron |         |
| Восстановление рода Стэнли         |                |                                                   |         |
| Чарльз Стэнли, 8-й граф Дерби      | 1660—1672      | англ. Charles Stanley, 8th Earl of Derby          |         |
| Уильям Стэнли, 9-й граф Дерби      | 1672—1702      | англ. William Stanley, 9th Earl of Derby          |         |
| Джеймс Стэнли, 10-й граф Дерби     | 1702—1736      | англ. James Stanley, 10th Earl of Derby           |         |
| Род Стэнли замещается родом Мюррей |                |                                                   |         |
| Джеймс Мюррей, 2-й герцог Атолл    | 1736—1764      | англ. James Murray, 2nd Duke of Atholl            |         |
| Джон Мюррей, 3-й герцог Атолл      | 1764—1765      | англ. John Murray, 3rd Duke of Atholl             |         |

После 21 июня 1765 года титул лорд Мэна включён в титулование монархов Великобритании (см. список королей Великобритании начиная с Георга III).